# Hans Everts
Johannes (Hans) Everts (Utrecht, 18 oktober 1882 - Amsterdam, 5 februari 1954) was een Nederlandse jurist, sociaal-hervormer en armoedebestrijder.

## Leven en werk
Everts was een zoon van de chef van exploitatie bij de spoorwegen Allard Gerrit Anton Everts en van Bregtje van der Veen. Na de middelbare school in zijn woonplaats Utrecht te hebben gevolgd ging hij rechten studeren aan de universiteit aldaar. Hij promoveerde in 1908 cum laude op een proefschrift De verhouding van Kerk en Staat in het bijzonder ten aanzien der armverzorging. Al in zijn studietijd was hij lid geworden van de plaatselijke Vereeniging tot Verbetering van Armenzorg. Zijn opvattingen waren verwant aan het sociaalliberalisme. Hij toonde zich voorstander van het zogenaamde "Elberfelder stelsel". De aanhangers van dit stelsel waren van mening dat armenzorg weliswaar een overheidstaak was, maar dat particulieren een belangrijke rol konden spelen. Door het inzetten van zogenaamde armenbezoekers per wijk konden armen worden opgevoed en kon moreel verval, door een grotere sociale controle, worden tegengegaan. Al in zijn studietijd bracht hij als armenbezoeker zijn ideeën in praktijk. In 1908 was hij betrokken bij de oprichting van de Nederlandsche Vereeniging voor Armenzorg en Weldadigheid. Hij werd redacteur van het Tijdschrift voor Armenzorg en Kinderbescherming van hoofdredacteur Louis Blankenberg, een van de oprichters van de Nederlandsche Vereeniging voor Armenzorg en Weldadigheid.
Everts zette in 1922 de werkzaamheden van dit tijdschrift voort onder de nieuwe naam Tijdschrift voor Armwezen, Maatschappelijke Hulp en Kinderbescherming. Na een gedwongen stop tijdens de Tweede Wereldoorlog kwam er in 1947 opnieuw een herstart en nu onder de naam Tijdschrift voor Maatschappelijk Werk, waarvan Everts redacteur en redactiesecretaris werd. Het tijdschrift is de voorloper van het latere magazine Zorg + Welzijn.
Everts begon zijn beroepsmatige carrière in 1908 bij de Centrale Werkgevers Risico Bank, de voorloper van Centraal Beheer. In 1913 werd hij de eerste secretaris van de Armenraad van Amsterdam. Deze raad was een overkoepeling van alle instellingen op het gebied van de armenzorg in de hoofdstad. In 1939 telde de raad 206 aangesloten instellingen. Onder leiding van Everts bracht de raad maandelijkse publicaties uit onder de naam Maatschappelijk Hulpbetoon en vanaf 1922 onder de naam De Schakel. Everts zou tot 1947 werkzaam zijn voor deze raad, waarvan de naam in die periode gewijzigd werd in Sociale Raad van Amsterdam. Hij hield zich onder meer bezig met de zorg voor ongehuwde moeders, de kinderbescherming en de ouderenzorg. Hij was de oprichter en eerste voorzitter van het Centraal Archief en Inlichtingenbureau inzake Maatschappelijk hulpbetoon voor Nederland om charitatieve fondsenwerving in Nederland te harmoniseren en misbruik tegen te gaan. Hij liet vier edities van de Gids voor armenzorg en maatschappelijken steun in Nederland het licht zien. Deze gids was een voortzetting van de in 1899 uitgebrachte Gids der Nederlandsche weldadigheid. Ook doceerde hij aan de School voor Maatschappelijk Werk in Amsterdam.
Tijdens de Tweede Wereldoorlog bereidde hij zich voor op de gewenste ontwikkeling van het sociaal werk na de oorlog. Dit leidde na de oorlog tot de oprichting van de Amsterdamse afdeling van Nederlands Volksherstel. Van 1947 tot 1954, het jaar van zijn overlijden, was hij lid van de staatscommissie "Vervanging Armenwet".
Everts was tweemaal gehuwd. Zijn eerste huwelijk met Pauline Siepman van den Berg, met wie hij in 1913 was getrouwd, eindigde in 1928 door een echtscheiding. Hij hertrouwde met Sophia Palstra, dochter van twee officieren van het Leger des Heils. Hij overleed in februari 1954 op 71-jarige leeftijd in zijn woonplaats Amsterdam.